# Arzillières-Neuville
Arzillières-Neuville is een gemeente in het Franse departement Marne (regio Grand Est) en telt 312 inwoners (2004). De plaats maakt deel uit van het arrondissement Vitry-le-François.

## Geografie
De oppervlakte van Arzillières-Neuville bedraagt 12,5 km², de bevolkingsdichtheid is 25,0 inwoners per km².
De onderstaande kaart toont de ligging van Arzillières-Neuville met de belangrijkste infrastructuur en aangrenzende gemeenten.

## Demografie
Onderstaande figuur toont het verloop van het inwonertal (bron: INSEE-tellingen).

1. ↑  Populations de référence 2022.